# Арндт, Юрий Владимирович
Юрий Владимирович Арндт (31 марта 1924, Харьков — 2 апреля 1993, Москва) — советский и российский архитектор и художник. Специалист по строительству многоэтажных гостиниц. Автор оформления обложки книг серии ЖЗЛ. Лауреат премии Ленинского комсомола (1984).

## Биография

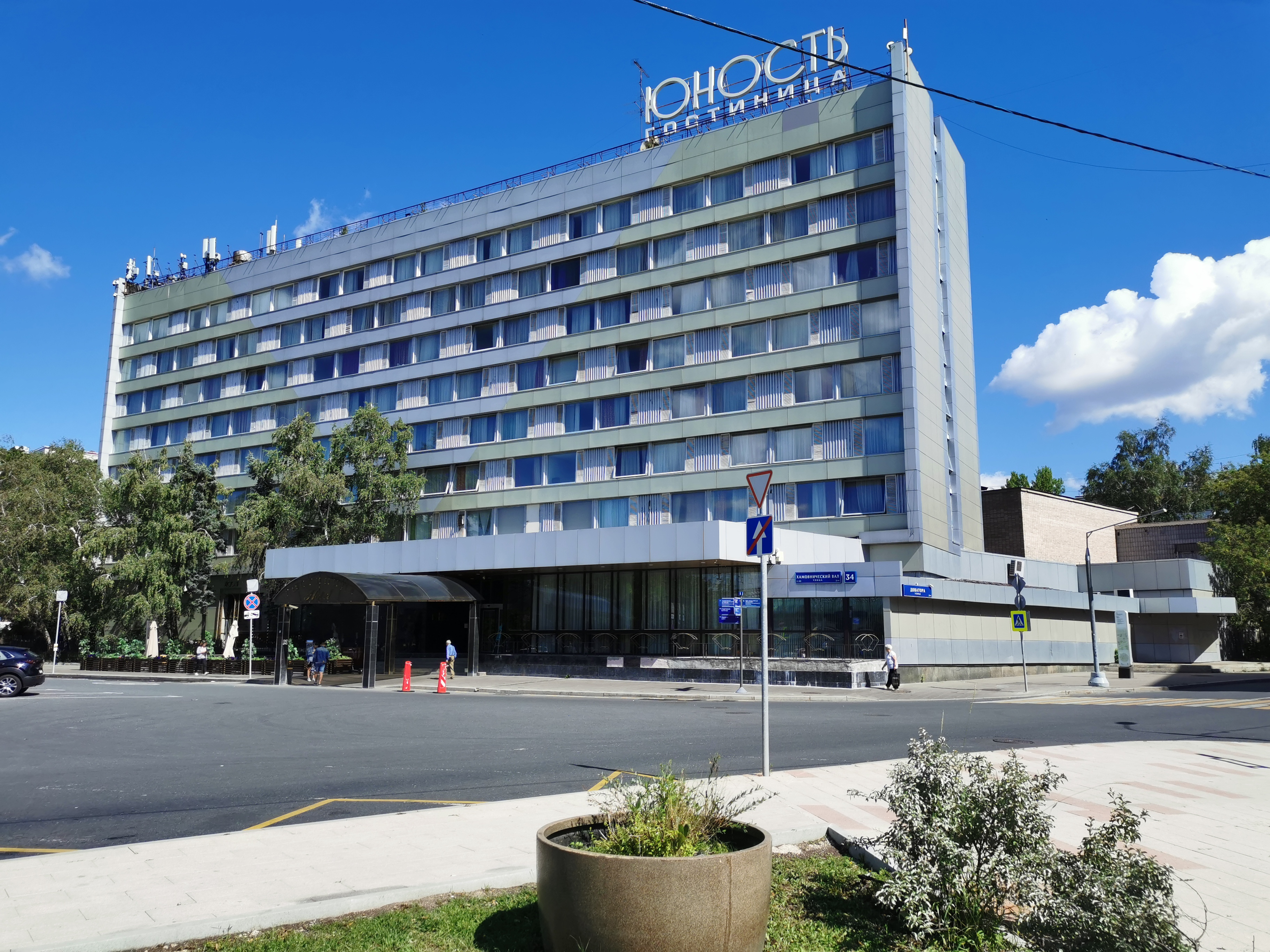
Гостиница «Юность»

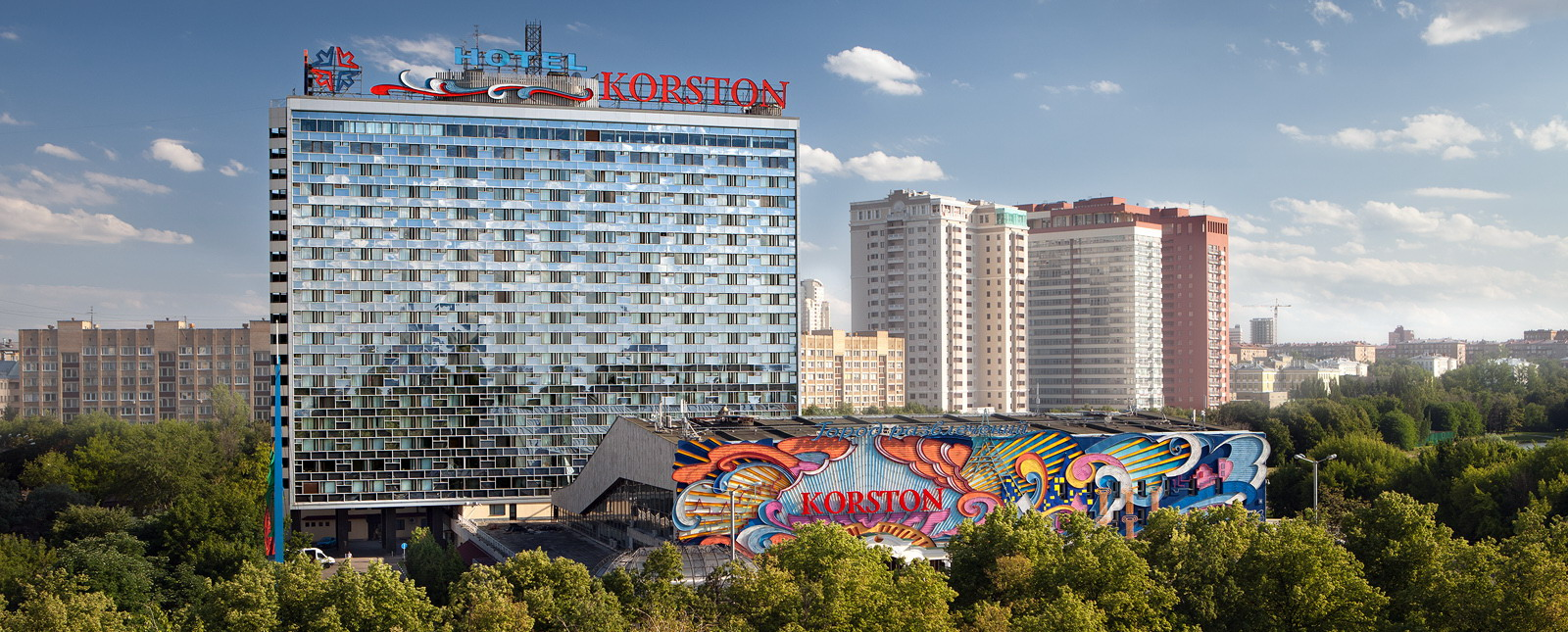
Гостиница «Орлёнок»

Родился 31 марта 1924 года в Харькове в семье потомственных врачей. Его родственником был лейб-медик императора Николая I Н. Ф. Арендт.
Учился в Киеве в художественной средней школе. После начала Великой Отечественной войны находился в эвакуации в Ленинабаде, где окончил школу-десятилетку. В 1942 году был призван в армию, служил в Военно-морском флоте. Участвовал в боях с Германией на Северном Кавказе и в боях с Японией в составе бригады морской пехоты Тихоокеанского Военно-морского флота. После окончания Второй мировой войны около двух лет служил в Корее во флоте.
В 1947 году поступил в Московский архитектурный институт. Учился на одном курсе с В. И. Косаржевским, Ю. В. Ранинским и К. Шехояном. Окончив институт в 1953 году, поступил на работу в проектный институт № 5. С 1956 году — главный архитектор Московской архитектурной мастерской ГПИ «Горстройпроект». С 1964 года — руководитель мастерской по проектированию гостиниц ЦНИИЭП жилища Госгражданстроя. В последние годы был свободным художником.
Принимал участие в архитектурных конкурсах. Автор 37 конкурсных проектов, из них более 20 были премированы, а 7 — удостоены первых премий.
Автор 18 реализованных проектов. Среди них павильоны СССР на международных ярмарках в Загребе (1956) и в Кабуле (1957), первая в СССР крупнопанельная гостиница «Юность» в Москве (1961), гостиница «Владивосток» во Владивостоке (1971), 22-этажная гостиница «Орлёнок» в Москве (1984, ныне снесена), 24-этажные гостиницы в Тольятти и Набережных Челнах (1980-е), гостиница «Эрдэнэт» в Монголии.
Был известен как художник-акварелист. Его работы находятся в собрании многих музеев России, в том числе 4 — в Третьяковской галерее. В 1962 году выполнил типовое оформление переплёта серии книг «Жизнь замечательных людей». Принимал участие в ряде художественных выставках: акварелей московских художников (1956), «Рисунок и акварель архитектора» (1957), художественных работ Центрального Дома архитекторов (1981, 1988), к 40-летию ЮНЕСКО (1986—1987), работ советских художников в Венгрии (1989). Как театральный художник участвовал в оформлении постановок «Палата» С. Алёшина (1962, Академический Малый театр), «Журавли» В. Гоголашвили (1965, Центральный Детский театр), «Человек бросает якорь» (1966, Академический Малый театр), «Игра в каникулы» (1972, Академический театр имени Евгения Вахтангова) и других.
Член Союза архитекторов СССР (1957) и Союза художников СССР (1961).
Был активным участником самодеятельного сатирического ансамбля архитекторов «Кохинор». Выступал в этом ансамбле со стихами и баснями. У него был собственный жанр — басни о Ходже Насреддине.
Умер в 2 апреля 1993 года. Похоронен на Введенском кладбище Москвы.

## Награды
- Премия Ленинского комсомола (1984) — за руководство проектом создания молодёжного комплекса «Орлёнок» в Москве по представлению Министерства среднего машиностроения СССР.
- Орден Отечественной войны II степени[3]
- Медаль «За боевые заслуги» (1945)[3][2][1]
- Медаль «За победу над Японией»[2][1]
- Медаль «В ознаменование 100-летия со дня рождения Владимира Ильича Ленина» (1970)[1]
- 1-я премия Всесоюзного смотра творческих работ молодых архитекторов (1957)[1]
- Лауреат смотра артистов, режиссёров, художников театров Москвы, посвященного 100-летию со дня рождения К. С. Станиславского (1963)[1]
- Победитель конкурса на лучшие проектные работы 1974 года (ТЭО комплексной серии для вновь осваиваемых труднодоступных районов)[1]
- Премия на смотре лучших работ архитекторов города Москвы (1980), как автор планировки и застройки города Набережные Челны в 1976—1980 годов[1]
- Диплом Московской организации Союза архитекторов СССР за участие в выставке «Мир планете Земля» к 40-летию ЮНЕСКО (1987)[1]